# Sobradinho (District fédéral)
Pour les articles homonymes, voir Sobradinho.
Sobradinho est une région administrative du District fédéral au Brésil.

## Sport
Sobradinho possède son propre stade, le stade Augustinho-Lima, qui accueille sa principale équipe de football, le Sobradinho Esporte Clube.